# Kehlbohlenanlage

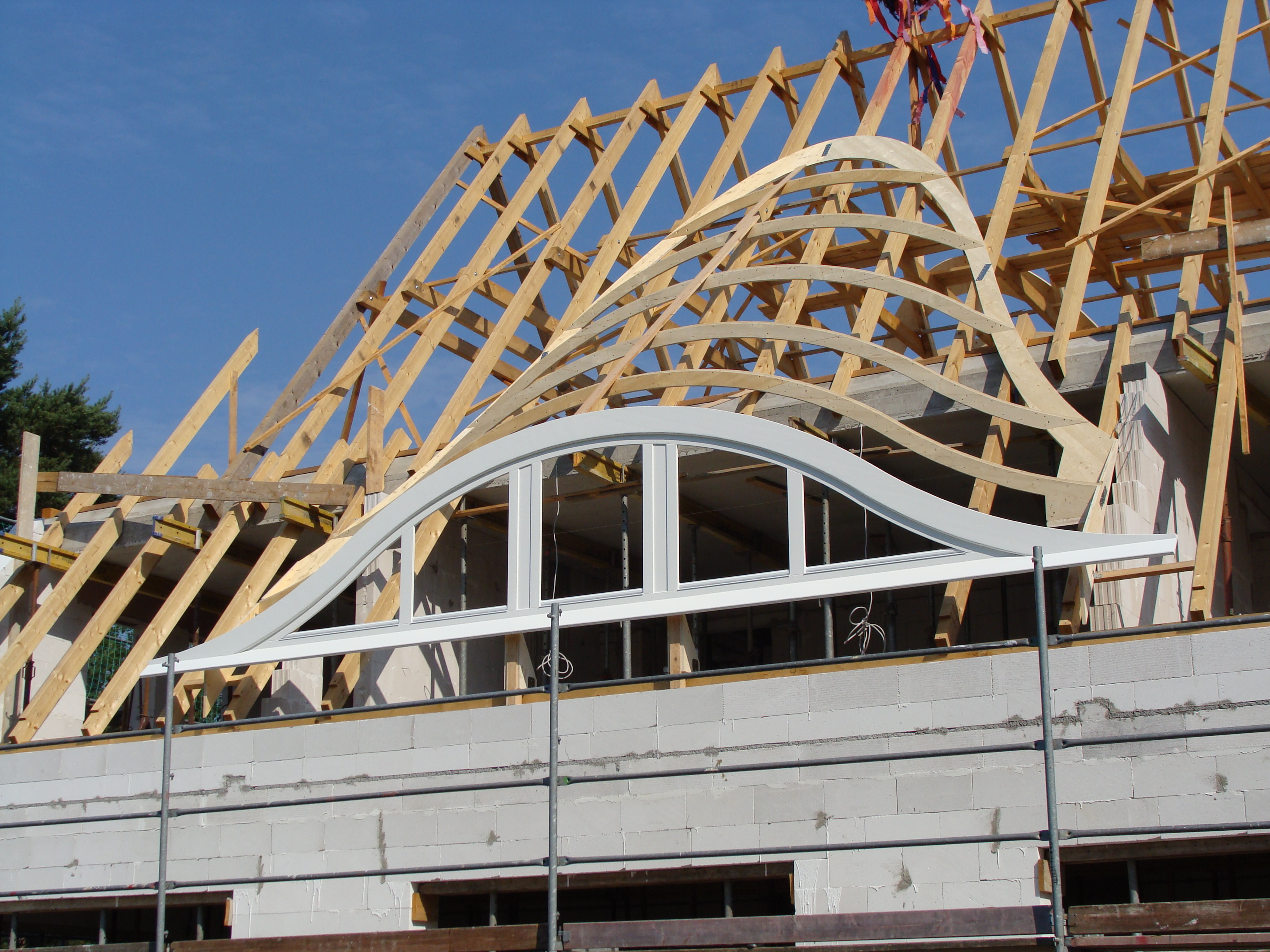
Abbund mit Fledermausgaube und (voller) Kehlbohlenanlage für ein geplantes Reetdach

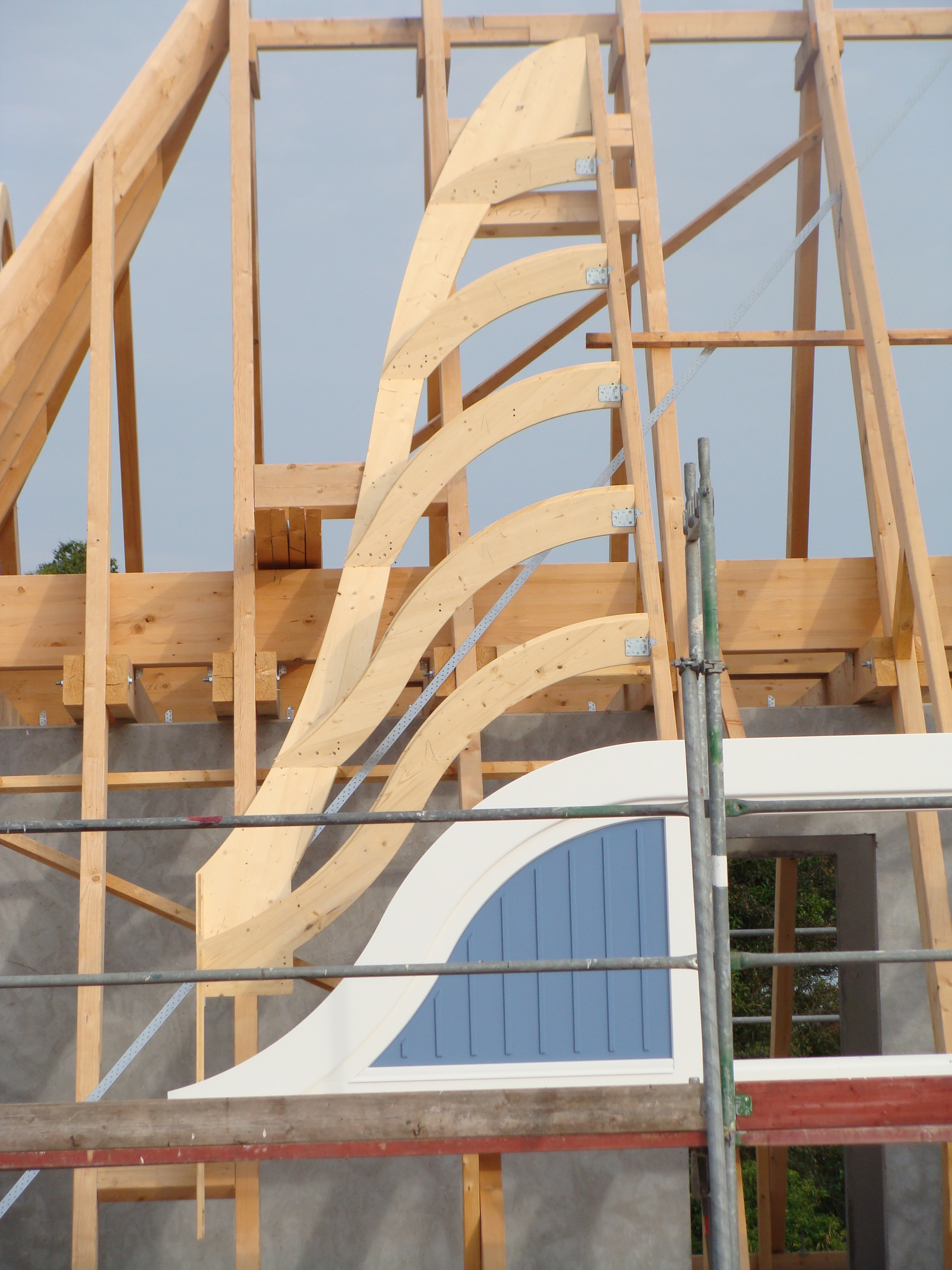
Abbund mit geschweifter Schleppgaube und Halber Kehlbohlenanlage für ein geplantes Reetdach

Die Kehlbohlenanlage ist eine Zimmermannskonstruktion zur Erstellung des Gaubendaches im Gaubenbereich von Fledermausgauben (auch Ochsenaugen genannt) und von – diesen sehr ähnlichen – geschweiften Schleppgauben. Auf der Grundebene der Kehle/Kehlbohle baut sich die Konstruktion auf, daher der Name „Kehlbohlenanlage“. Stützbögen, ähnlich den Spanten eines Schiffsrumpfes, vervollständigen die Konstruktion.